# Forwarding Equivalence Class
Der Begriff Forwarding Equivalence Class wird beim Multiprotocol Label Switching verwendet. Es handelt sich um die Teilmenge von Datenpaketen mit gleicher oder ähnlicher Charakteristik, die von Routern alle gleich behandelt werden. Gleich behandelt heißt, dass sie mit gleichen Label auf den gleichen Ausgang gelegt werden und somit der nächste Hop auch übereinstimmt. 
Die verwendete Charakteristik hängt von der Konfiguration des Routers ab, sie beinhaltet jedoch typischerweise mindestens die Ziel-IP-Adresse, häufig auch die Quality-of-Service-Klasse.